# Baskisches Eisenbahnmuseum

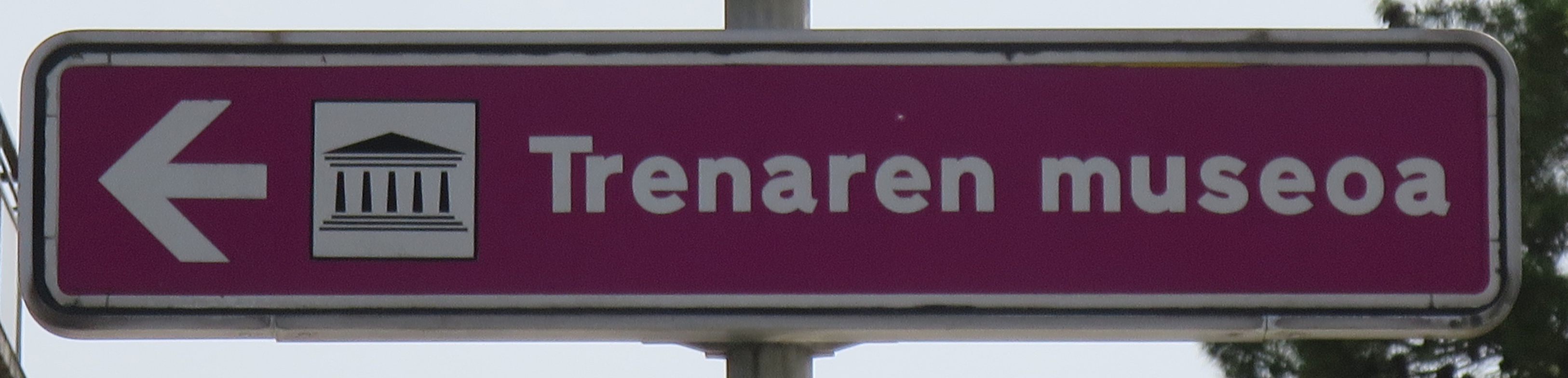

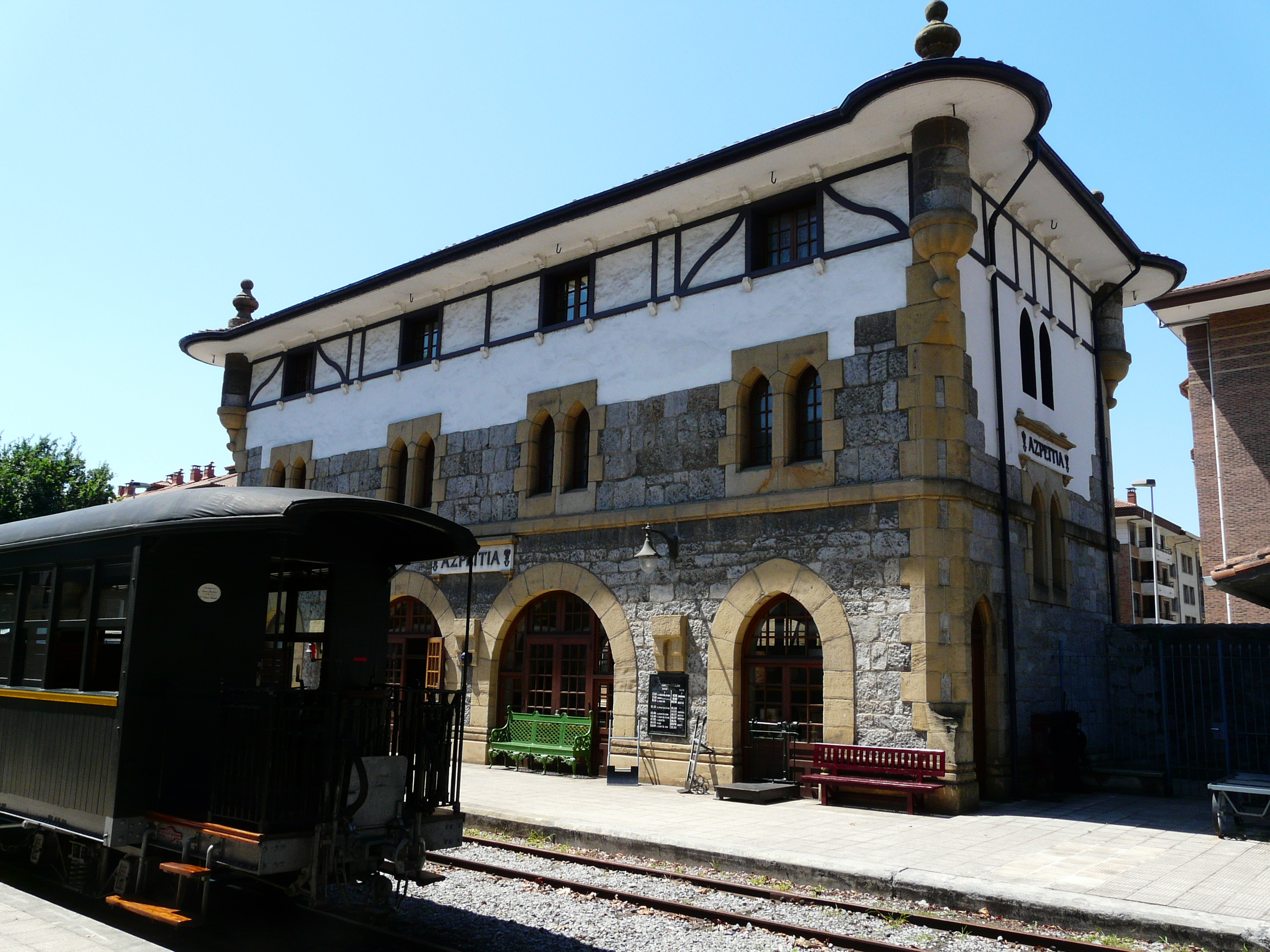
Empfangsgebäude Azpeitia, Eingang zum Museum

Das Baskische Eisenbahnmuseum (Museo Vasco del Ferrocarril / Burdinbidearen Euskal Museoak) wurde in dem für den Regelverkehr stillgelegten Bahnhof von Azpeitia im Baskenland in Spanien eingerichtet.

## Hintergrund
Der Bahnhof von Azpeitia lag an der überwiegend stillgelegten Bahnstrecke Zumarrága–Zumaia. Er umfasste neben den Anlagen für den Personenverkehr ein Bahnbetriebswerk und ein Umspannwerk für die Bahnstromversorgung. Die Gebäude all dieser Anlagen wurden nach Aufgabe der Strecke, ebenso wie das zugehörige Gleisfeld, in das Museum einbezogen. Das Museum wurde 1994 gegründet. Träger ist das regionale Verkehrsunternehmen Euskotren. Gezeigt werden Gegenstände zur Eisenbahngeschichte des Baskenlandes.

## Sammlungen

### Fahrzeuge
Das Museum zeigt eine umfangreiche Fahrzeugsammlung sowohl aus eigenen Beständen von EuskoTren und seinen Vorgängerorganisationen als auch aus Beständen anderer Eisenbahnen des Baskenlandes. EuskoTren betreibt sowohl Eisenbahnverkehr als auch die Straßenbahnen in Bilbao und Vitoria, alles Schmalspurbahnen. Die historischen Fahrzeuge der RENFE dagegen fuhren auf Breitspur. Um sie ausstellen zu können, wurde im Freigelände ein Gleis der spanischen Breitspur (1672 Millimeter) verlegt. Die Schmalspurfahrzeuge sind im Freigelände und in der großen Halle des ehemaligen Bahnbetriebswerks ausgestellt.
Das Museum zeigt auch das älteste erhaltene Eisenbahnfahrzeug Spaniens, einen Salonwagen von 1876, den die Betriebsleitung auf der zu einem Bergwerk gehörenden Bahnstrecke zwischen Sestao und Galdames einsetzte.

### Weitere Sammlungen
Darüber hinaus zeigt das Museum zahlreiche Gegenstände, die mit dem Eisenbahnbetrieb in Verbindung stehen: Im ehemaligen Empfangsgebäude werden im ersten Stock historische Eisenbahn-Uniformen, im zweiten Stock Uhren aus dem Eisenbahnbetrieb ausgestellt. In der Halle des ehemaligen Bahnbetriebswerks ist die Werkstatt mit 16 historischen Maschinen in situ und im Zustand von 1925 erhalten. Sie werden bei mechanischer Kraftübertragung von einem Elektromotor angetrieben. Erhalten ist auch die historische Schaltanlage des Umspannwerks vom Beginn des 20. Jahrhunderts in dessen Halle. Hier befinden sich weitere Exponate und Modelle zur Eisenbahngeschichte.

## Wissenswert

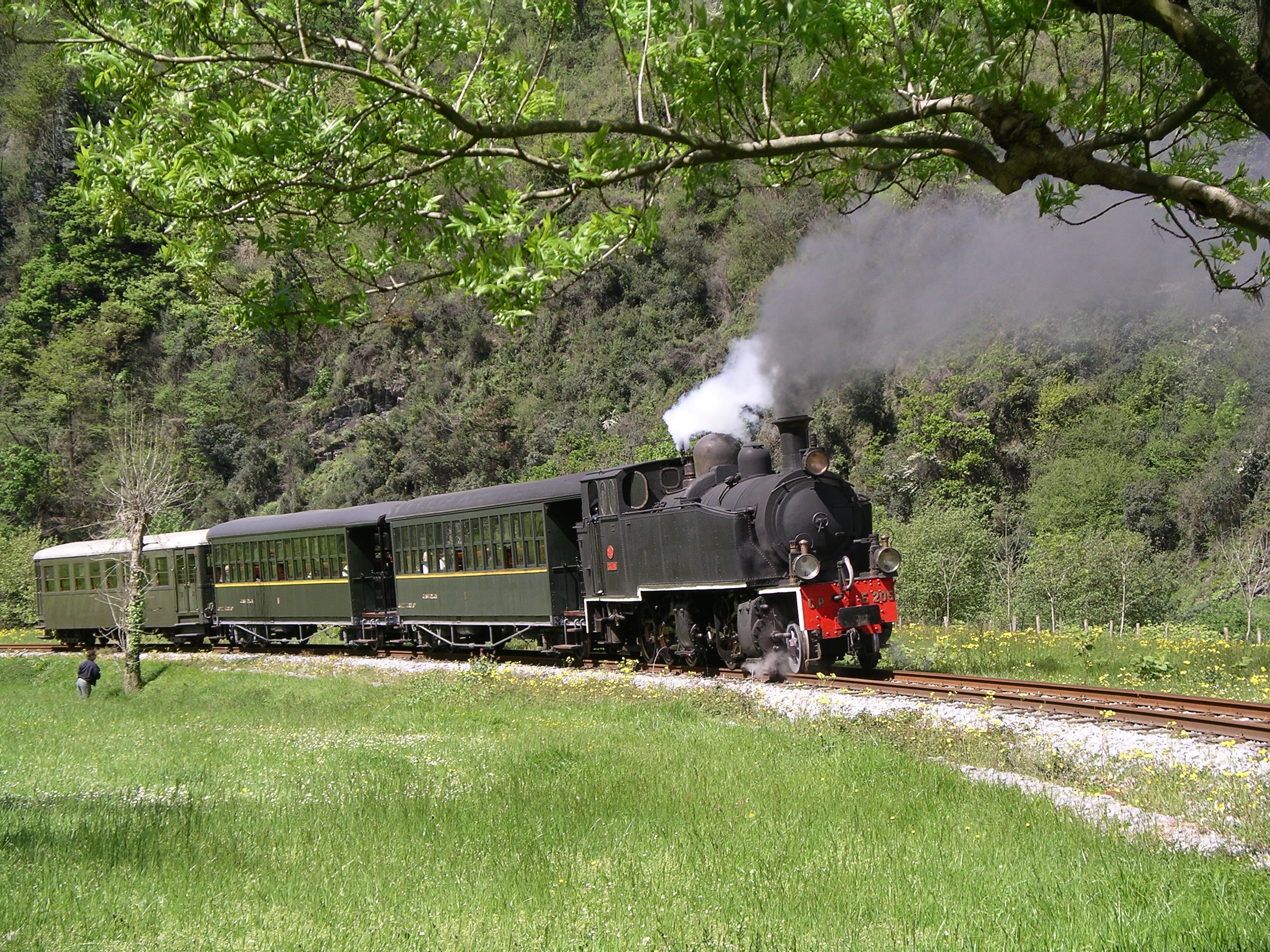
Museumszug im Fahrbetrieb

- Im Sommerhalbjahr bietet das Museum auf einem wieder aufgebauten Abschnitt der Strecke Zumarrága–Zumaia zwischen Azpeitia und Lasao[5] Publikumsfahrten mit historischen Fahrzeugen, teils auch mit Dampftraktion an.[6]
- Etwa zwei Kilometer vom Museum entfernt befindet sich das Jesuitenkolleg Loyola.